# Schwulensauna
| Dieser Artikel wurde aufgrund von inhaltlichen Mängeln auf der Qualitätssicherungsseite der Redaktion Sexualität eingetragen. Dies geschieht, um die Qualität der Artikel aus dem Themengebiet Sexualität auf ein akzeptables Niveau zu bringen. Hilf mit, die inhaltlichen Mängel dieses Artikels zu beseitigen, und beteilige dich an der Diskussion. |

Als Schwulensauna, auch Schwule Sauna genannt, bezeichnet man eine Sauna für ausschließlich erwachsene Männer, die Sex mit Männern haben, in der sexuelle Kontakte ermöglicht und akzeptiert werden. Viele moderne Schwulensaunen bieten umfangreiche Wellness-Angebote, Gastronomie und laden zum Cruising ein. Schwulensaunen bezeichnen sich in der Außendarstellung gerne mit Fantasienamen, welche nur Eingeweihte auf einen solchen Treffpunkt schließen lassen. Gebräuchliche Namen sind hier zum Beispiel Club-Sauna, Männerclub usw.

## Geschichte

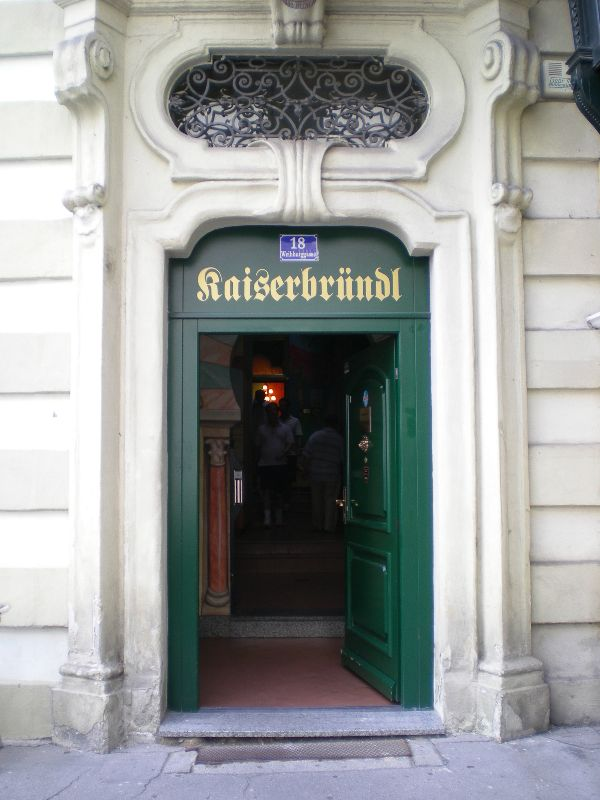
Kaiserbründl-Sauna in Wien

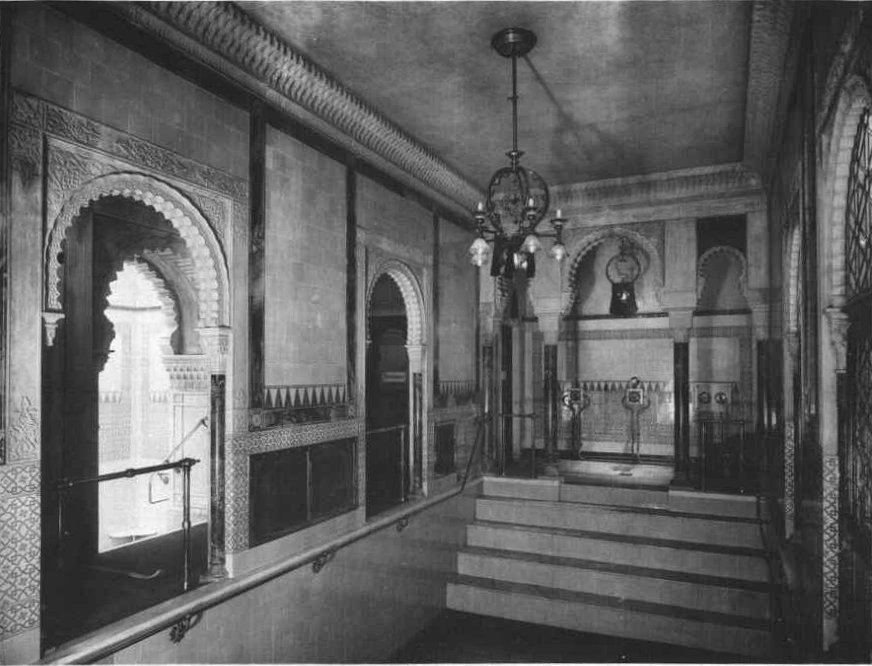
Wasserbecken im Kaiserbründl (1894)

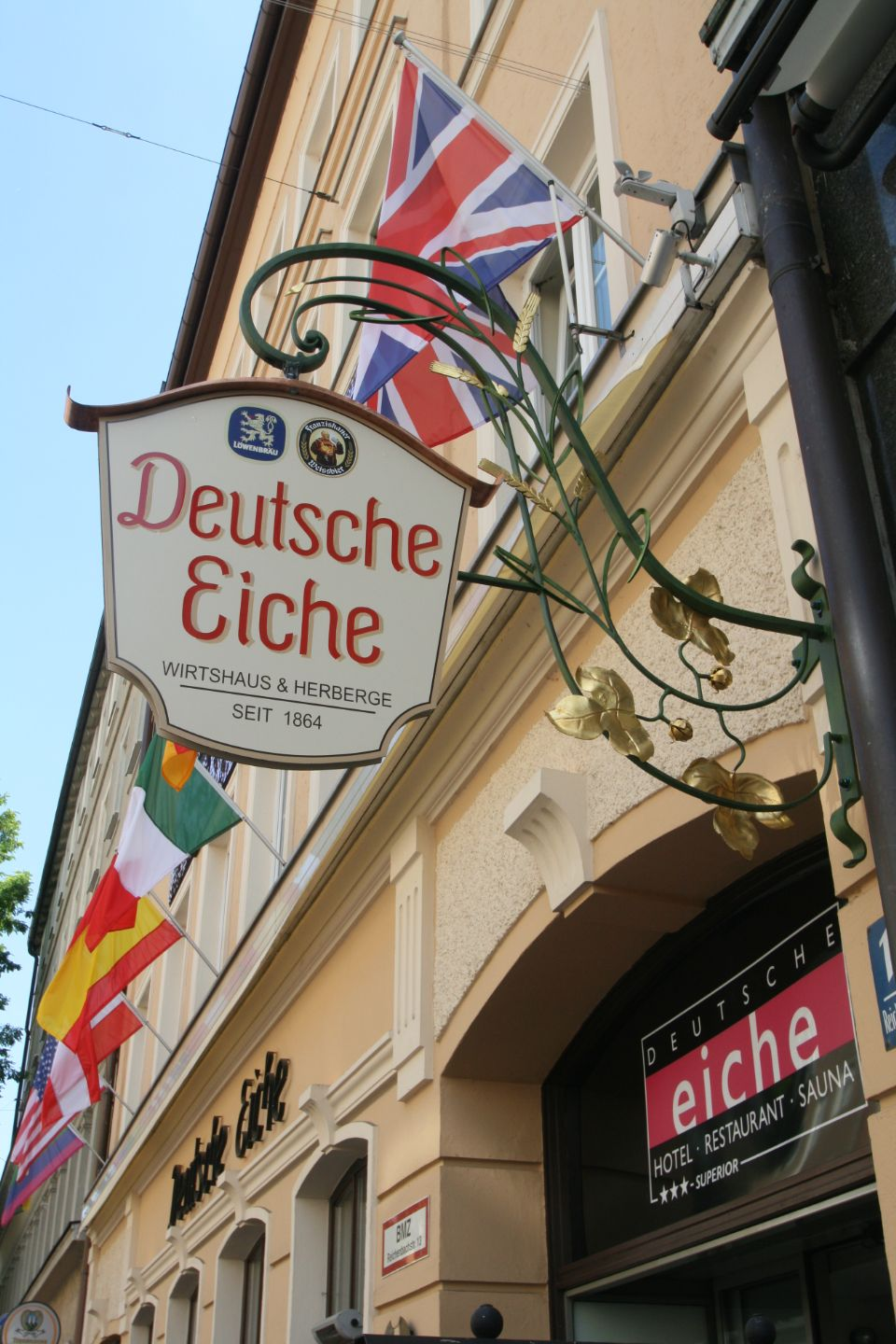
Hotel Deutsche Eiche, München, 2008

Abgesehen von Thermen im alten Rom und orientalischen Badehäusern im nahen Osten lassen sich auch in Mitteleuropa bis ins 15. Jahrhundert zurück Badehäuser nachweisen, in denen Sozial- und Sexualkontakte unter Männern möglich und üblich waren. Doch erst seit Ende des 19. Jahrhunderts und insbesondere im 20. Jahrhundert gibt es Institutionen, die unmittelbar zu diesem Zweck bestimmt waren und sind.

## Schwulensaunen in Amerika, Asien, Australien und Europa
Schwulensaunen gibt es in Nordamerika, verschiedenen südamerikanischen Ländern, in Australien, Neuseeland, Israel, Japan, Taiwan, Thailand und Singapur sowie in den meisten europäischen Ländern.
Fast alle europäischen Großstädte verfügen über Schwulensaunen. Diese Saunen sind von Bordellsaunen zu unterscheiden, da Prostitution hier eher eine Randerscheinung ist, die weder von den meisten Gästen noch von den Betreibern erwünscht ist.
Saunen in den USA
Nach Bekanntwerden von AIDS wurden viele Schwulensaunen in den 1980er Jahren in den USA geschlossen, da sie für die Verbreitung von HIV verantwortlich gemacht wurden; inzwischen sind jedoch neue Saunen entstanden. Regional existieren indes Unterschiede: So gibt es in San Francisco, das in den 1970er Jahren aufgrund einer lebendigen homosexuellen Kultur über sehr viele Schwulensaunen verfügte, heute keine einzige Sauna mehr, die nächstgelegene befindet sich in der 20 Kilometer entfernten Universitätsstadt Berkeley. Wie alles ist auch die Saunalandschaft in San Francisco im Wandel, so findet man wieder inzwischen kleine Clubsaunen mit Tagesmitgliedschaften. Die Saunenszene in New York City ist auch nicht mehr so lebendig wie in den 1970er Jahren; Chicago andererseits, das in der Vor-AIDS-Zeit noch nicht über eine ausgeprägte Saunenkultur verfügte, besitzt heute mehrere solcher Einrichtungen.
Saunen im deutschen Sprachraum
In Deutschland wurden unmittelbar für die homosexuelle Klientel bestimmte Herrensaunen erst nach der Legalisierung der Homosexualität (1969) eröffnet. Bereits 1969 wurde mit der Vulkan-Sauna die erste Schwulensauna in Hannover eingerichtet. Weitere Saunaeröffnungen folgten in Deutschland Anfang der 1970er Jahre in Berlin, Hamburg, München, Stuttgart und Wuppertal. Die erste Schwulensauna Österreichs war die 1973 eröffnete Römersauna; das auch architektonisch bedeutsame Kaiserbründl wurde erst um 1980 in dieser Funktion eröffnet. Saunen in zwanzig deutschen Städten und im nahegelegenen Ausland (Hotspots in Frankreich, Italien, den Niederlanden und der Schweiz) haben sich zum Europäischen Gay-Saunabund zusammengeschlossen. Halbjährlich finden Treffen statt, um gemeinsame Anliegen zu besprechen. Zusammenarbeit gibt es mit der Deutschen Aids-Hilfe und dem Lesben- und Schwulenverband in Deutschland (LSVD), der auch über den LSVD-Verein für europäische Kooperation e. V. die Webseite betreibt.

## Ausstattung
Die Ausstattung moderner Saunen variiert von Fall zu Fall. Am Eingangsbereich mit Kasse erhält man meist den Schlüssel für seinen Spind (schweizerisch: Garderobekasten) im Umkleidebereich, in dem man seine Kleidung verwahren kann. Ausgekleidet wickelt man sich das Handtuch um die Hüften (vollkommen nackt ist eher bei sogenannten Nackt-Partys üblich) und kommt in verschiedene Bereiche, die oft mit verwinkelten, meist abgedunkelten Gängen verbunden sind, in denen die Besucher cruisen.
Schwulensaunen veranstalten gelegentlich „Themenabende“ oft für Jüngere (meist unter 27 Jahre), für Bären (behaarte, oft etwas Ältere), besondere sexuelle Vorlieben wie Fetisch, Fisten, Natursekt oder auch Safer-Sex-Wichsparties. Möglich sind auch sog. Bi-Tage, an denen auch Frauen Zutritt haben. Viele Saunen haben zusätzlich groß angelegte Cruising-Labyrinthe, welche sich zum Teil über mehrere Stockwerke erstrecken.

## Gesundheitliches

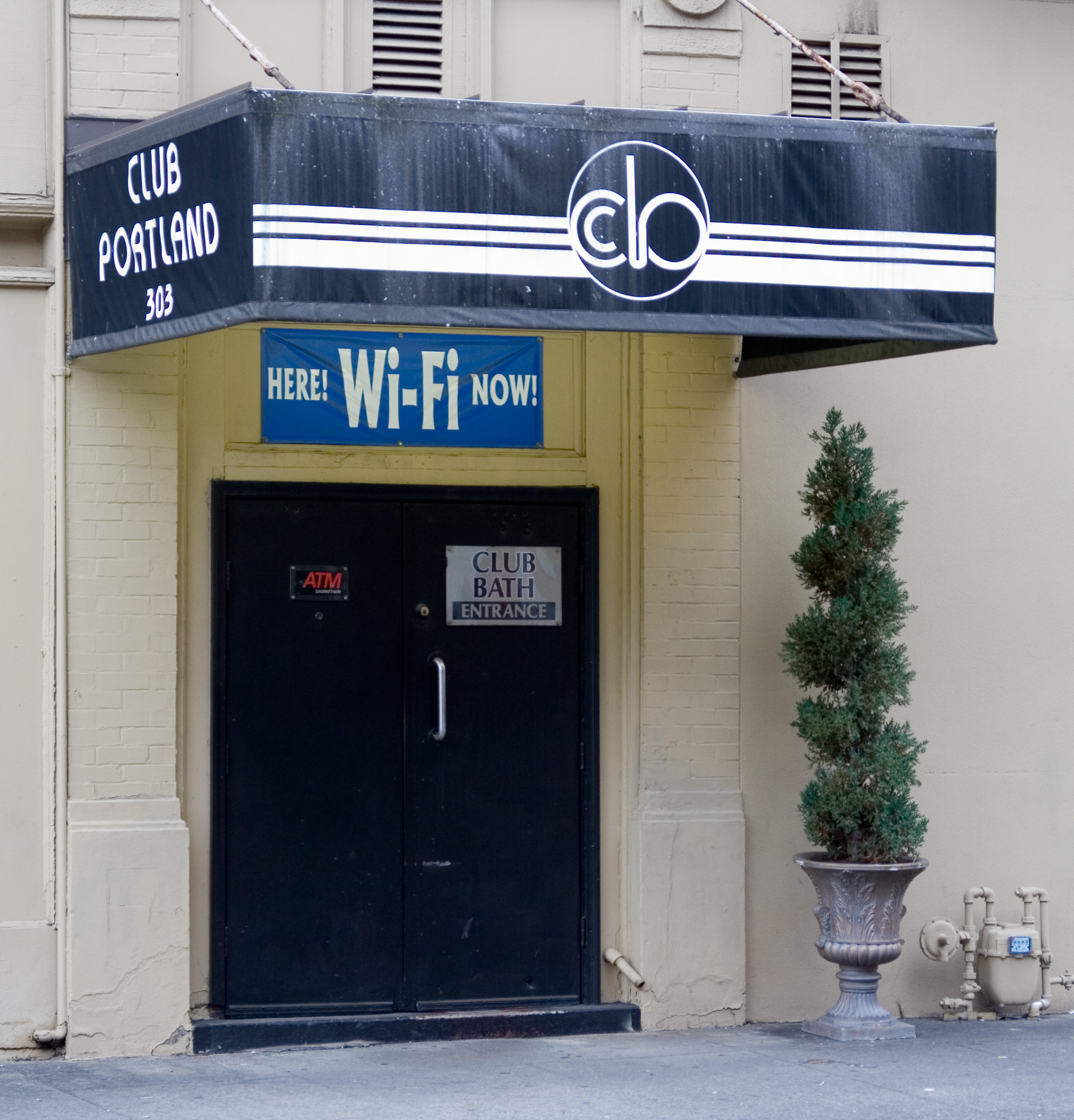
Gay bathhouse in den USA

Obwohl sich die meisten Schwulensaunen intensiv um die HIV-Aufklärung bemühen und Safer Sex nicht selten durch die kostenlose Ausgabe von Kondomen und Gleitgel gefördert wird, wird diesen Betrieben häufig unterstellt, sie seien für die Ausbreitung von HIV-Infektionen sowie Infektionen mit anderen Geschlechtskrankheiten verantwortlich, da es hier zu besonders vielen und unterschiedlichen Sexualkontakten kommt. Für diesen Zusammenhang gibt es allerdings keine entsprechenden Belege. Vielmehr gilt schon seit vielen Jahren hinsichtlich des Ansatzes der zielgruppengerechten Prävention der Deutschen Aidshilfe, dass Menschen in den entsprechenden Szenebetrieben besser für Präventionsbotschaften erreicht werden können.
Viele schwule Saunen arbeiten daher in der Prävention von sexuell übertragbaren Krankheiten regelmäßig eng mit den lokalen AIDS-Hilfen oder dem örtlichen Gesundheitsamt zusammen. In vielen Saunen sind zum Beispiel (ehrenamtliche) Mitarbeiter der AIDS-Hilfe anwesend, an die sich Gäste mit Fragen rund um die Themen Safer Sex und sexuell übertragbare Krankheiten wenden und eine Beratung in Anspruch nehmen können. In einigen Saunen ist auch regelmäßig ein Arzt anwesend, bei welchem man sich nach vorheriger Beratung auf sexuell übertragbare Krankheiten untersuchen lassen kann, insbesondere da viele regelmäßige Besucher nur ungern mit ihrem eigentlichen (Haus-)Arzt über dieses Thema sprechen, da sie oft nicht geoutet sind oder von ihrem Arzt kein oder nur wenig Verständnis erwarten. Auch gibt es Saunen, die regelmäßig einen Teil ihrer Einnahmen (beispielsweise an bestimmten Tagen oder von bestimmten Veranstaltungen) an gemeinnützige lesbisch-schwule Vereine sowie regionale AIDS-Hilfen spenden.
Spendendosen der AIDS-Hilfen an den Kassen sind in Schwulensaunen auch häufig zu finden. Im Eingangsbereich liegen häufig Informationsbroschüren und Flyer verschiedener Safer-Sex-Kampagnen zum Thema Safer Sex aus.
Schwulensaunen bieten daher in der Regel wesentlich mehr Sicherheit beim Sex als inoffizielle Cruising-Orte wie Autobahn-Parkplätze oder Parkanlagen, da Straftaten (beispielsweise Raub oder Körperverletzung) mit homophobem Hintergrund hier praktisch ausgeschlossen werden können.

## Rechtliches
Während der Betrieb von Schwulensaunen in Europa normalerweise keinen rechtlichen Sanktionen unterliegt, gelten in den USA je nach Bundesstaat zum Teil strengere Bestimmungen (mitunter ist wegen des nicht-öffentlichen Club-Charakters eine (Tages-)Mitgliedschaft zu erwerben).

### Texte
- Rick Bébout: Urban amenities; erotic anxieties – Baths, lavatories, & the YMCA: The politics of bodies in civic space – Geschichte von Badehäusern und deren Umnutzung durch Schwule (en)
- The history of gay bath houses (en)
- Erwin J. Haeberle: Die Schließung der „Schwulenbäder“ in San Francisco. In: Rolf Gindorf und Erwin J. Haeberle: Sexualwissenschaft und Sexualpolitik. de Gruyter, Berlin 1992, ISBN 3-11-012246-4, S. 187–194. Über das Klima und die Veränderungen um das Jahr 1984, nach dem Auftreten von AIDS.